# Eleccions legislatives txeques de 2006
Les eleccions legislatives txeques de 2006 se celebraren el 2 i 3 de juny de 2006 per a renovar els 200 diputats. El partit més votat fou el Partit Democràtic Cívic i el seu cap Mirek Topolánek fou nomenat primer ministre en un govern de coalició amb el Partit Verd i els democristians. El 2009 fou substituït per Jan Fischer.
Resultats de les eleccions de 3 de juny de 2006 per a renovar la Cambra de Diputats de la República Txeca
| Partits i coalicions        | Partits i coalicions                                                                                        | Partits i coalicions                                                                                        | Vots      | %      | Escons |
| --------------------------- | --- | --- | --------- | ------ | ------ |
|                             | Partit Democràtic Cívic (Občanská demokratická strana)                                                      | Partit Democràtic Cívic (Občanská demokratická strana)                                                      | 1,892,475 | 35.38  | 81     |
|                             | Partit Socialdemòcrata Txec (Česká strana sociálně demokratická)                                            | Partit Socialdemòcrata Txec (Česká strana sociálně demokratická)                                            | 1,728,827 | 32.32  | 74     |
|                             | Partit Comunista de Bohèmia i Moràvia (Komunistická strana Čech a Moravy)                                   | Partit Comunista de Bohèmia i Moràvia (Komunistická strana Čech a Moravy)                                   | 685,328   | 12.81  | 26     |
|                             | Unió Democristiana–Partit Popular Txecoslovac (Křesťansko-demokratická unie – Československá strana lidová) | Unió Democristiana–Partit Popular Txecoslovac (Křesťansko-demokratická unie – Československá strana lidová) | 386,706   | 7.23   | 13     |
|                             | Partit Verd (Strana zelených)                                                                               | Partit Verd (Strana zelených)                                                                               | 336,487   | 6.29   | 6      |
|                             | SNK - Demòcrates Europeus (SNK Evropští demokraté)                                                          | SNK - Demòcrates Europeus (SNK Evropští demokraté)                                                          | 111,724   | 2.09   | 0      |
|                             | Altres | Altres | 207,429   | 3.88   | 0      |
| Total (participació 64,47%) | Total (participació 64,47%)                                                                                 | Total (participació 64,47%)                                                                                 | 5,348,976 | 100,00 | 200    |
|                             | Font: Oficina estadística txeca                                                                             | |           |        |        |

## Resultats per regions

### Praga
| Partits i coalicions       | Partits i coalicions                                                                                        | Partits i coalicions                                                                                        | Vots    | %    | Escons |
| -------------------------- | --- | --- | ------- | ---- | ------ |
|                            | Partit Democràtic Cívic (Občanská demokratická strana)                                                      | Partit Democràtic Cívic (Občanská demokratická strana)                                                      | 317,224 | 48.3 | 14     |
|                            | Partit Socialdemòcrata Txec (Česká strana sociálně demokratická)                                            | Partit Socialdemòcrata Txec (Česká strana sociálně demokratická)                                            | 152,962 | 23.3 | 6      |
|                            | Partit Verd (Strana zelených)                                                                               | Partit Verd (Strana zelených)                                                                               | 60,384  | 9.2  | 2      |
|                            | Partit Comunista de Bohèmia i Moràvia (Komunistická strana Čech a Moravy)                                   | Partit Comunista de Bohèmia i Moràvia (Komunistická strana Čech a Moravy)                                   | 51,925  | 7.9  | 2      |
|                            | Unió Democristiana-Partit Popular Txecoslovac (Křesťansko-demokratická unie - Československá strana lidová) | Unió Democristiana-Partit Popular Txecoslovac (Křesťansko-demokratická unie - Československá strana lidová) | 31,820  | 4.8  | 1      |
|                            | SNK - Demòcrates Europeus (SNK Evropští demokraté)                                                          | SNK - Demòcrates Europeus (SNK Evropští demokraté)                                                          | 23,386  | 3.6  | -      |
| Total (participació 68,5%) | Total (participació 68,5%)                                                                                  | Total (participació 68,5%)                                                                                  | 656,495 |      | 25     |

### Bohèmia Central
| Partits i coalicions       | Partits i coalicions                                                                                        | Partits i coalicions                                                                                        | Vots    | %    | Escons |
| -------------------------- | --- | --- | ------- | ---- | ------ |
|                            | Partit Democràtic Cívic (Občanská demokratická strana)                                                      | Partit Democràtic Cívic (Občanská demokratická strana)                                                      | 243,012 | 39.2 | 10     |
|                            | Partit Socialdemòcrata Txec (Česká strana sociálně demokratická)                                            | Partit Socialdemòcrata Txec (Česká strana sociálně demokratická)                                            | 190,607 | 30.7 | 8      |
|                            | Partit Comunista de Bohèmia i Moràvia (Komunistická strana Čech a Moravy)                                   | Partit Comunista de Bohèmia i Moràvia (Komunistická strana Čech a Moravy)                                   | 79,964  | 12.9 | 2      |
|                            | Partit Verd (Strana zelených)                                                                               | Partit Verd (Strana zelených)                                                                               | 37,219  | 6.0  | 1      |
|                            | Unió Democristiana-Partit Popular Txecoslovac (Křesťansko-demokratická unie - Československá strana lidová) | Unió Democristiana-Partit Popular Txecoslovac (Křesťansko-demokratická unie - Československá strana lidová) | 30,207  | 4.9  | 1      |
|                            | SNK - Demòcrates Europeus (SNK Evropští demokraté)                                                          | SNK - Demòcrates Europeus (SNK Evropští demokraté)                                                          | 13,055  | 2.1  | -      |
| Total (participació 66,0%) | Total (participació 66,0%)                                                                                  | Total (participació 66,0%)                                                                                  | 620,047 |      | 22     |

#### Bohèmia Meridional
| Partits i coalicions       | Partits i coalicions                                                                                        | Partits i coalicions                                                                                        | Vots    | %    | Escons |
| -------------------------- | --- | --- | ------- | ---- | ------ |
|                            | Partit Democràtic Cívic (Občanská demokratická strana)                                                      | Partit Democràtic Cívic (Občanská demokratická strana)                                                      | 123 804 | 36.7 | 6      |
|                            | Partit Socialdemòcrata Txec (Česká strana sociálně demokratická)                                            | Partit Socialdemòcrata Txec (Česká strana sociálně demokratická)                                            | 102,833 | 30.5 | 4      |
|                            | Partit Comunista de Bohèmia i Moràvia (Komunistická strana Čech a Moravy)                                   | Partit Comunista de Bohèmia i Moràvia (Komunistická strana Čech a Moravy)                                   | 45,099  | 13.4 | 2      |
|                            | Unió Democristiana-Partit Popular Txecoslovac (Křesťansko-demokratická unie - Československá strana lidová) | Unió Democristiana-Partit Popular Txecoslovac (Křesťansko-demokratická unie - Československá strana lidová) | 27,630  | 8.2  | 1      |
|                            | Partit Verd (Strana zelených)                                                                               | Partit Verd (Strana zelených)                                                                               | 19,924  | 5.9  | -      |
| Total (participació 66,0%) | Total (participació 66,0%)                                                                                  | Total (participació 66,0%)                                                                                  | 620,047 |      | 13     |

#### Regió de Plzeň
| Partits i coalicions       | Partits i coalicions                                                                                        | Partits i coalicions                                                                                        | Vots    | %    | Escons |
| -------------------------- | --- | --- | ------- | ---- | ------ |
|                            | Partit Democràtic Cívic (Občanská demokratická strana)                                                      | Partit Democràtic Cívic (Občanská demokratická strana)                                                      | 105,391 | 36.5 | 5      |
|                            | Partit Socialdemòcrata Txec (Česká strana sociálně demokratická)                                            | Partit Socialdemòcrata Txec (Česká strana sociálně demokratická)                                            | 91,606  | 31.7 | 4      |
|                            | Partit Comunista de Bohèmia i Moràvia (Komunistická strana Čech a Moravy)                                   | Partit Comunista de Bohèmia i Moràvia (Komunistická strana Čech a Moravy)                                   | 40,578  | 14.0 | 2      |
|                            | Partit Verd (Strana zelených)                                                                               | Partit Verd (Strana zelených)                                                                               | 17,090  | 5.9  | -      |
|                            | Unió Democristiana-Partit Popular Txecoslovac (Křesťansko-demokratická unie - Československá strana lidová) | Unió Democristiana-Partit Popular Txecoslovac (Křesťansko-demokratická unie - Československá strana lidová) | 16,338  | 5.7  | -      |
| Total (participació 63,9%) | Total (participació 63,9%)                                                                                  | Total (participació 63,9%)                                                                                  | 289,049 |      | 11     |

#### Regió de Karlovy Vary
| Partits i coalicions       | Partits i coalicions                                                                                        | Partits i coalicions                                                                                        | Vots    | %    | Escons |
| -------------------------- | --- | --- | ------- | ---- | ------ |
|                            | Partit Democràtic Cívic (Občanská demokratická strana)                                                      | Partit Democràtic Cívic (Občanská demokratická strana)                                                      | 49,189  | 35.9 | 2      |
|                            | Partit Socialdemòcrata Txec (Česká strana sociálně demokratická)                                            | Partit Socialdemòcrata Txec (Česká strana sociálně demokratická)                                            | 44,887  | 32.7 | 2      |
|                            | Partit Comunista de Bohèmia i Moràvia (Komunistická strana Čech a Moravy)                                   | Partit Comunista de Bohèmia i Moràvia (Komunistická strana Čech a Moravy)                                   | 20,323  | 14.8 | 1      |
|                            | Partit Verd (Strana zelených)                                                                               | Partit Verd (Strana zelených)                                                                               | 9,206   | 6.7  | -      |
|                            | Unió Democristiana-Partit Popular Txecoslovac (Křesťansko-demokratická unie - Československá strana lidová) | Unió Democristiana-Partit Popular Txecoslovac (Křesťansko-demokratická unie - Československá strana lidová) | 4,723   | 3.4  | -      |
| Total (participació 56,5%) | Total (participació 56,5%)                                                                                  | Total (participació 56,5%)                                                                                  | 137,117 |      | 5      |

### Regió d'Ústí nad Labem
| Partits i coalicions       | Partits i coalicions                                                                                        | Partits i coalicions                                                                                        | Vots    | %    | Escons |
| -------------------------- | --- | --- | ------- | ---- | ------ |
|                            | Partit Socialdemòcrata Txec (Česká strana sociálně demokratická)                                            | Partit Socialdemòcrata Txec (Česká strana sociálně demokratická)                                            | 132,895 | 35.5 | 6      |
|                            | Partit Democràtic Cívic (Občanská demokratická strana)                                                      | Partit Democràtic Cívic (Občanská demokratická strana)                                                      | 130,365 | 34.8 | 5      |
|                            | Partit Comunista de Bohèmia i Moràvia (Komunistická strana Čech a Moravy)                                   | Partit Comunista de Bohèmia i Moràvia (Komunistická strana Čech a Moravy)                                   | 60,175  | 16.1 | 2      |
|                            | Partit Verd (Strana zelených)                                                                               | Partit Verd (Strana zelených)                                                                               | 22,616  | 6.0  | 1      |
|                            | Unió Democristiana-Partit Popular Txecoslovac (Křesťansko-demokratická unie - Československá strana lidová) | Unió Democristiana-Partit Popular Txecoslovac (Křesťansko-demokratická unie - Československá strana lidová) | 8,365   | 2.2  | -      |
| Total (participació 57,2%) | Total (participació 57,2%)                                                                                  | Total (participació 57,2%)                                                                                  | 374,736 |      | 14     |

### Regió de Liberec
| Partits i coalicions       | Partits i coalicions                                                                                        | Partits i coalicions                                                                                        | Vots    | %    | Escons |
| -------------------------- | --- | --- | ------- | ---- | ------ |
|                            | Partit Democràtic Cívic (Občanská demokratická strana)                                                      | Partit Democràtic Cívic (Občanská demokratická strana)                                                      | 83,647  | 38.8 | 4      |
|                            | Partit Socialdemòcrata Txec (Česká strana sociálně demokratická)                                            | Partit Socialdemòcrata Txec (Česká strana sociálně demokratická)                                            | 63,181  | 29.3 | 3      |
|                            | Partit Comunista de Bohèmia i Moràvia (Komunistická strana Čech a Moravy)                                   | Partit Comunista de Bohèmia i Moràvia (Komunistická strana Čech a Moravy)                                   | 24,823  | 11.5 | 1      |
|                            | Partit Verd (Strana zelených)                                                                               | Partit Verd (Strana zelených)                                                                               | 20,646  | 9.6  | -      |
|                            | Unió Democristiana-Partit Popular Txecoslovac (Křesťansko-demokratická unie - Československá strana lidová) | Unió Democristiana-Partit Popular Txecoslovac (Křesťansko-demokratická unie - Československá strana lidová) | 9,131   | 4.2  | -      |
| Total (participació 62,4%) | Total (participació 62,4%)                                                                                  | Total (participació 62,4%)                                                                                  | 215,510 |      | 8      |

### Regió de Hradec Králové
| Partits i coalicions       | Partits i coalicions                                                                                        | Partits i coalicions                                                                                        | Vots    | %    | Escons |
| -------------------------- | --- | --- | ------- | ---- | ------ |
|                            | Partit Democràtic Cívic (Občanská demokratická strana)                                                      | Partit Democràtic Cívic (Občanská demokratická strana)                                                      | 111,466 | 37.7 | 5      |
|                            | Partit Socialdemòcrata Txec (Česká strana sociálně demokratická)                                            | Partit Socialdemòcrata Txec (Česká strana sociálně demokratická)                                            | 89,204  | 30.1 | 4      |
|                            | Partit Comunista de Bohèmia i Moràvia (Komunistická strana Čech a Moravy)                                   | Partit Comunista de Bohèmia i Moràvia (Komunistická strana Čech a Moravy)                                   | 89,204  | 11.5 | 1      |
|                            | Unió Democristiana-Partit Popular Txecoslovac (Křesťansko-demokratická unie - Československá strana lidová) | Unió Democristiana-Partit Popular Txecoslovac (Křesťansko-demokratická unie - Československá strana lidová) | 19,893  | 6.7  | 1      |
|                            | Partit Verd (Strana zelených)                                                                               | Partit Verd (Strana zelených)                                                                               | 19,819  | 6.7  | -      |
|                            | SNK - Demòcrates Europeus (SNK Evropští demokraté)                                                          | SNK - Demòcrates Europeus (SNK Evropští demokraté)                                                          | 9,126   | 3.1  | -      |
| Total (participació 66,7%) | Total (participació 66,7%)                                                                                  | Total (participació 66,7%)                                                                                  | 295,931 |      | 11     |

### Regió de Pardubice
| Partits i coalicions       | Partits i coalicions                                                                                        | Partits i coalicions                                                                                        | Vots    | %    | Escons |
| -------------------------- | --- | --- | ------- | ---- | ------ |
|                            | Partit Democràtic Cívic (Občanská demokratická strana)                                                      | Partit Democràtic Cívic (Občanská demokratická strana)                                                      | 91,113  | 33.3 | 4      |
|                            | Partit Socialdemòcrata Txec (Česká strana sociálně demokratická)                                            | Partit Socialdemòcrata Txec (Česká strana sociálně demokratická)                                            | 90,268  | 33.0 | 4      |
|                            | Partit Comunista de Bohèmia i Moràvia (Komunistická strana Čech a Moravy)                                   | Partit Comunista de Bohèmia i Moràvia (Komunistická strana Čech a Moravy)                                   | 33,956  | 12.4 | 1      |
|                            | Unió Democristiana-Partit Popular Txecoslovac (Křesťansko-demokratická unie - Československá strana lidová) | Unió Democristiana-Partit Popular Txecoslovac (Křesťansko-demokratická unie - Československá strana lidová) | 24,023  | 8.8  | 1      |
|                            | Partit Verd (Strana zelených)                                                                               | Partit Verd (Strana zelených)                                                                               | 17,148  | 6.3  | -      |
|                            | SNK - Demòcrates Europeus (SNK Evropští demokraté)                                                          | SNK - Demòcrates Europeus (SNK Evropští demokraté)                                                          | 6,641   | 2.4  | -      |
| Total (participació 67,4%) | Total (participació 67,4%)                                                                                  | Total (participació 67,4%)                                                                                  | 273,921 |      | 10     |

### Regió de Vysočina
| Partits i coalicions       | Partits i coalicions                                                                                        | Partits i coalicions                                                                                        | Vots    | %    | Escons |
| -------------------------- | --- | --- | ------- | ---- | ------ |
|                            | Partit Socialdemòcrata Txec (Česká strana sociálně demokratická)                                            | Partit Socialdemòcrata Txec (Česká strana sociálně demokratická)                                            | 97,568  | 35.4 | 4      |
|                            | Partit Democràtic Cívic (Občanská demokratická strana)                                                      | Partit Democràtic Cívic (Občanská demokratická strana)                                                      | 76,393  | 27.7 | 3      |
|                            | Partit Comunista de Bohèmia i Moràvia (Komunistická strana Čech a Moravy)                                   | Partit Comunista de Bohèmia i Moràvia (Komunistická strana Čech a Moravy)                                   | 40,480  | 14.7 | 2      |
|                            | Unió Democristiana-Partit Popular Txecoslovac (Křesťansko-demokratická unie - Československá strana lidová) | Unió Democristiana-Partit Popular Txecoslovac (Křesťansko-demokratická unie - Československá strana lidová) | 33,587  | 12.2 | 1      |
|                            | Partit Verd (Strana zelených)                                                                               | Partit Verd (Strana zelených)                                                                               | 13,514  | 4.9  | -      |
|                            | SNK - Demòcrates Europeus (SNK Evropští demokraté)                                                          | SNK - Demòcrates Europeus (SNK Evropští demokraté)                                                          | 5,525   | 2.0  | -      |
| Total (participació 67,6%) | Total (participació 67,6%)                                                                                  | Total (participació 67,6%)                                                                                  | 275,997 |      | 10     |

#### Moràvia Meridional
| Partits i coalicions       | Partits i coalicions                                                                                        | Partits i coalicions                                                                                        | Vots    | %    | Escons |
| -------------------------- | --- | --- | ------- | ---- | ------ |
|                            | Partit Socialdemòcrata Txec (Česká strana sociálně demokratická)                                            | Partit Socialdemòcrata Txec (Česká strana sociálně demokratická)                                            | 200,619 | 33.0 | 8      |
|                            | Partit Democràtic Cívic (Občanská demokratická strana)                                                      | Partit Democràtic Cívic (Občanská demokratická strana)                                                      | 186,779 | 30.7 | 8      |
|                            | Partit Comunista de Bohèmia i Moràvia (Komunistická strana Čech a Moravy)                                   | Partit Comunista de Bohèmia i Moràvia (Komunistická strana Čech a Moravy)                                   | 83,687  | 13.7 | 3      |
|                            | Unió Democristiana-Partit Popular Txecoslovac (Křesťansko-demokratická unie - Československá strana lidová) | Unió Democristiana-Partit Popular Txecoslovac (Křesťansko-demokratická unie - Československá strana lidová) | 67,865  | 11.1 | 3      |
|                            | Partit Verd (Strana zelených)                                                                               | Partit Verd (Strana zelených)                                                                               | 37,771  | 6.2  | 1      |
| Total (participació 65,3%) | Total (participació 65,3%)                                                                                  | Total (participació 65,3%)                                                                                  | 608,804 |      | 23     |

#### Regió d'Olomouc
| Partits i coalicions       | Partits i coalicions                                                                                        | Partits i coalicions                                                                                        | Vots    | %    | Escons |
| -------------------------- | --- | --- | ------- | ---- | ------ |
|                            | Partit Socialdemòcrata Txec (Česká strana sociálně demokratická)                                            | Partit Socialdemòcrata Txec (Česká strana sociálně demokratická)                                            | 118,334 | 35.4 | 5      |
|                            | Partit Democràtic Cívic (Občanská demokratická strana)                                                      | Partit Democràtic Cívic (Občanská demokratická strana)                                                      | 101,151 | 30.3 | 4      |
|                            | Partit Comunista de Bohèmia i Moràvia (Komunistická strana Čech a Moravy)                                   | Partit Comunista de Bohèmia i Moràvia (Komunistická strana Čech a Moravy)                                   | 49,026  | 14.7 | 2      |
|                            | Unió Democristiana-Partit Popular Txecoslovac (Křesťansko-demokratická unie - Československá strana lidová) | Unió Democristiana-Partit Popular Txecoslovac (Křesťansko-demokratická unie - Československá strana lidová) | 27,609  | 8.3  | 1      |
|                            | Partit Verd (Strana zelených)                                                                               | Partit Verd (Strana zelených)                                                                               | 18,398  | 5.5  | -      |
| Total (participació 64,5%) | Total (participació 64,5%)                                                                                  | Total (participació 64,5%)                                                                                  | 333,849 |      | 12     |

#### Regió de Zlín
| Partits i coalicions       | Partits i coalicions                                                                                        | Partits i coalicions                                                                                        | Vots    | %    | Escons |
| -------------------------- | --- | --- | ------- | ---- | ------ |
|                            | Partit Socialdemòcrata Txec (Česká strana sociálně demokratická)                                            | Partit Socialdemòcrata Txec (Česká strana sociálně demokratická)                                            | 106,481 | 33.3 | 5      |
|                            | Partit Democràtic Cívic (Občanská demokratická strana)                                                      | Partit Democràtic Cívic (Občanská demokratická strana)                                                      | 101,376 | 31.7 | 4      |
|                            | Unió Democristiana-Partit Popular Txecoslovac (Křesťansko-demokratická unie - Československá strana lidová) | Unió Democristiana-Partit Popular Txecoslovac (Křesťansko-demokratická unie - Československá strana lidová) | 41,663  | 13.0 | 2      |
|                            | Partit Comunista de Bohèmia i Moràvia (Komunistická strana Čech a Moravy)                                   | Partit Comunista de Bohèmia i Moràvia (Komunistická strana Čech a Moravy)                                   | 35,998  | 11.3 | 1      |
|                            | Partit Verd (Strana zelených)                                                                               | Partit Verd (Strana zelených)                                                                               | 16,224  | 5.1  | -      |
| Total (participació 66,9%) | Total (participació 66,9%)                                                                                  | Total (participació 66,9%)                                                                                  | 319,933 |      | 12     |

### Regió de Moràvia-Silèsia
| Partits i coalicions       | Partits i coalicions                                                                                        | Partits i coalicions                                                                                        | Vots    | %    | Escons |
| -------------------------- | --- | --- | ------- | ---- | ------ |
|                            | Partit Socialdemòcrata Txec (Česká strana sociálně demokratická)                                            | Partit Socialdemòcrata Txec (Česká strana sociálně demokratická)                                            | 247,382 | 40.5 | 11     |
|                            | Partit Democràtic Cívic (Občanská demokratická strana)                                                      | Partit Democràtic Cívic (Občanská demokratická strana)                                                      | 171,565 | 28.1 | 7      |
|                            | Partit Comunista de Bohèmia i Moràvia (Komunistická strana Čech a Moravy)                                   | Partit Comunista de Bohèmia i Moràvia (Komunistická strana Čech a Moravy)                                   | 85,201  | 14.0 | 3      |
|                            | Unió Democristiana-Partit Popular Txecoslovac (Křesťansko-demokratická unie - Československá strana lidová) | Unió Democristiana-Partit Popular Txecoslovac (Křesťansko-demokratická unie - Československá strana lidová) | 43,852  | 7.2  | 1      |
|                            | Partit Verd (Strana zelených)                                                                               | Partit Verd (Strana zelených)                                                                               | 26,528  | 4.3  | 1      |
| Total (participació 61,0%) | Total (participació 61,0%)                                                                                  | Total (participació 61,0%)                                                                                  | 610,200 |      | 23     |